# Tarvaris Jackson
Tarvaris D'Andre Jackson (Montgomery, 21 aprile 1983 – Pike Road, 12 aprile 2020) è stato un giocatore di football americano statunitense che ha militato nel ruolo di quarterback nella National Football League (NFL). Fu scelto nel corso del secondo (64º assoluto) del Draft NFL 2006 dai Minnesota Vikings. Al college aveva giocato a football alla Alabama State University.

## Carriera professionistica

### Minnesota Vikings

#### 2006
Jackson nella pre-stagione 2006 ebbe un passer rating di 106,1, solo un quarterback scelto nel suo stesso draft fece meglio, inoltre dimostrò grandi abilità nelle corse. A causa di un'operazione al menisco, poté debuttare nella NFL solamente nella tredicesima settimana della stagione contro i Chicago Bears. Dopo aver lanciato quattro intercetti, Jackson fu sostituito ma tornò in campo nell'ultimo quarto dopo un infortunio del quarterback titolare. Dopo aver completato tre passaggi su quattro, causò un fumble che costò la partita alla sua squadra. Due settimane dopo tornò titolare ma venne sostituito in corso d'opera malgrado non avesse lanciato nessun intercetto ed avesse avuto un rispettabile 92,4 di passer rating, con i tifosi dei Vikings che invocavano il suo nome. Alla fine, Jackson partì da titolare anche nelle ultime due partite della sua stagione da rookie.

#### 2007
Jackson non rispettò le aspettative dei Vikings nel 2007 malgrado avesse terminato con record di 8-4 come titolare. Passò 9 touchdown a fronte di 12 intercetti, con 159 yard passate di media a partita, mentre i Vikings ebbero il secondo peggior attacco della NFL. Il suo 70,8 di passer rating fu il 28º tra i quarterback della NFL. Jackson mancò tre gare a causa di infortuni e i Vikings non si qualificarono per i playoff.

#### 2008
I Vikings nel 2008 si rinforzarono molto, con alcuni analisti che predissero addirittura la loro vittoria nel Super Bowl. Dopo aver perso le prime due partite però, Jackson fu messo in panchina e rivide il campo solo nella 14ª settimana guidando i Vikings alla vittoria sui Detroit Lions. La settimana seguente, col quarterback titolare Gus Frerotte infortunato, Jackson giocò la miglior partita della carriera contro i Cardinals, completando 11 passaggi su 17 per 163 yard e, soprattutto, quattro passaggi da touchdown, senza subire intercetti. Jackson si guadagnò il premio di giocatore offensivo della settimana della NFC oltre che il premio FedEx Air Player of the Week.
I Vikings persero 24-17 con gli Atlanta Falcons malgrado la prestazione di Jackson che completò 22 passaggi su 36 per 233 yard con due touchdown e nessun intercetto, oltre a 76 yard corse. Nell'ultima partita, un dentro-o-fuori contro i Giants, i Vikinks vinsero conquistando anche il titolo della NFC North. La stagione dei Vikings finì nel turno delle wild card contro i Philadelphia Eagles. Jackson passò con 15 completi su 35 per 164 yard e un intercetto.

#### 2009

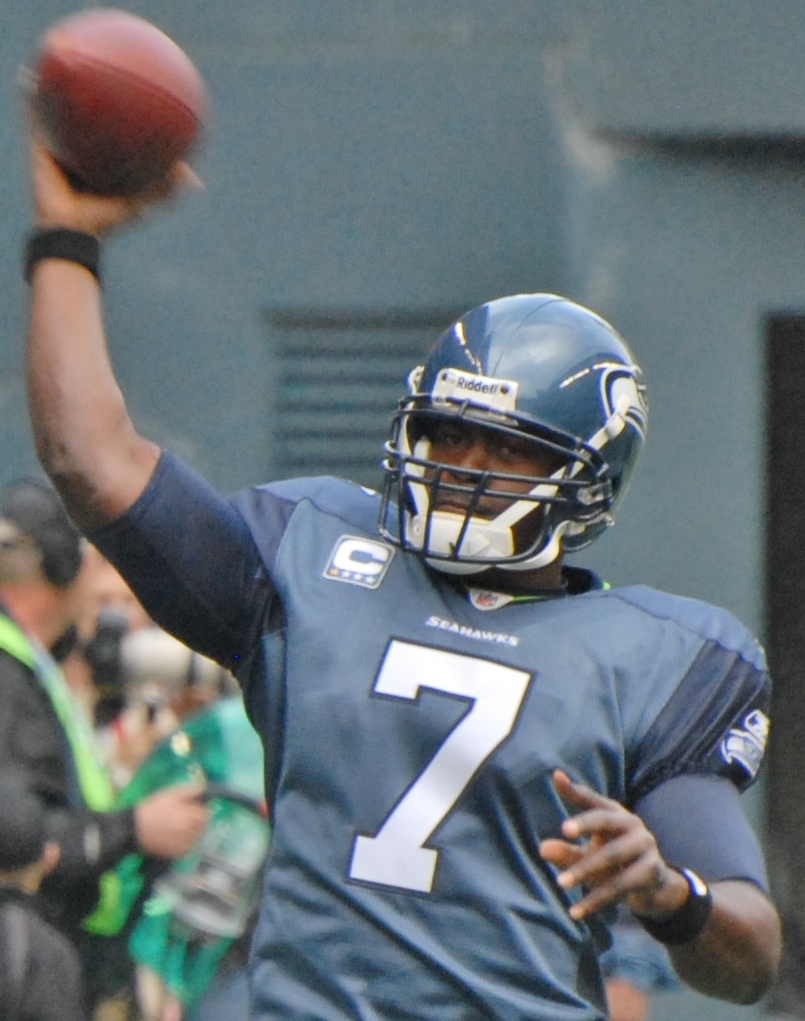
Jackson nel 2011

Con l'acquisizione di Brett Favre da parte dei Vikings, Jackson lottò e vinse il posto di prima riserva del quarterback, fornendo comunque buone prestazioni come sostituto, specialmente nella partita di debutto dell'ex quarterback di Green Bay in cui passò per 202 yard e due touchdown.

#### 2010
I Vikings rifirmarono Jackson con un contratto annuale del valore di 1,176 milioni di dollari per fare ancora la riserva di Favre. Quando questi nella settimana 8 si infortunò, Tarvaris lo sostituì nella sconfitta coi New England Patriots dove passò un touchdown. Nella settimana 13 sostituì ancora l'infortunato Favre lanciando due TD ma con ben 3 intercetti, vincendo comunque la partita 38-14 contro i Buffalo Bills. Jackson partì come titolare contro i New York Giants il 13 dicembre ma un infortunio lo tenne fuori per il resto della stagione. Alla fine dell'annata Jackson rifiutò la proposta di rinnovo dei Vikings diventando free agent.

### Seattle Seahawks

#### 2011
Jackson firmò un biennale coi Seattle Seahawks il 29 luglio 2011 e fu annunciato che sarebbe stato il quarterback titolare poco dopo. A Seattle ritrovò il coordinatore offensivo Darrell Bevell ed il wide receiver Sidney Rice, entrambi membri dei Vikings durante la sua permanenza. Insieme al wide receiver Mike Williams, Jackson fu nominato capitano della squadra offensiva, ruolo precedentemente ricoperto da Matt Hasselbeck. Malgrado un anno statisticamente sotto la media degli altri quarterback della lega, Jackson giocò la miglior annata della carriera, finendo con 3.091 yard passate, 14 touchdown e 13 intercetti. I Seahawks terminarono con un record di 7-9 e non riuscirono a qualificarsi per i playoff.
Nel training camp del 2012, Jackson lottò per il posto di quarterback titolare con il nuovo arrivato dai Green Bay Packers Matt Flynn e il rookie Russell Wilson. Il 7 agosto, l'allenatore Pete Carroll annunciò che Flynn sarebbe partito come titolare nella prima gara di pre-stagione contro i Tennessee Titans. Dopo non aver giocato neppure uno snap coi Titans, Carroll annunciò che Jackson non avrebbe giocato nemmeno nella seconda gara di pre-stagione, mettendo in serio pericolo la sua prosecuzione con la franchigia di Seattle. Alla fine, Wilson fu nominato titolare per la stagione regolare e Flynn come sua prima riserva.

### Buffalo Bills

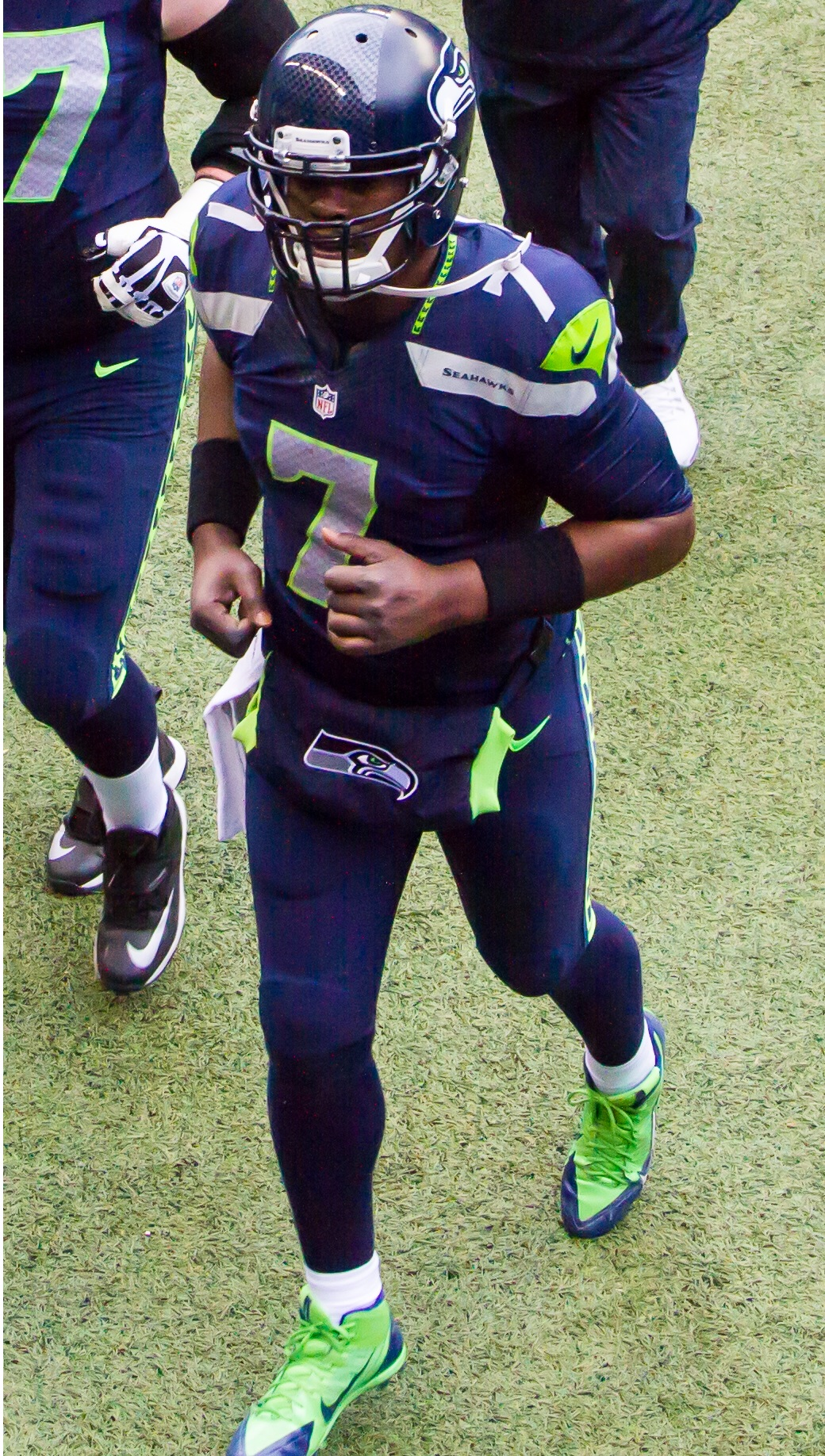
Jackson nel 2013

#### 2012
Il 27 agosto 2012, Jackson fu scambiato con i Buffalo Bills. Nella stagione 2012 non scese mai in campo e il 10 giugno 2013 fu svincolato.

### Ritorno ai Seahawks
Il 13 giugno 2013, Jackson firmò un contratto annuale per fare ritorno ai Seahawks, superando Brady Quinn per il posto di secondo quarterback dietro a Russell Wilson. Entrò per la prima volta in campo nella settimana 3, nel secondo tempo della sfida contro i Jacksonville Jaguars, riuscendo a completare 7 passaggi su 8 tentativi, con un passaggio da touchdown per un passer rating perfetto di 158,3, oltre a segnare un altro touchdown su corsa. Terminò la stagione regolare con 3 presenze ed entrò in campo nel quarto periodo del Super Bowl XLVII che Seattle vinse in maniera nettissima per 43-8 contro i Denver Broncos. Fu il primo quarterback di riserva a scendere in campo in un Super Bowl dopo 21 anni.
Il 17 marzo 2014, Jackson firmò un rinnovo contrattuale con Seattle.

## Morte
Jackson è morto in un incidente stradale nell'aprile del 2020. Era sposato e aveva tre figli.

## Palmarès

### Franchigia
- Super Bowl : 1

Seattle Seahawks: Super Bowl XLVIII
- National Football Conference Championship: 2

Seattle Seahawks: 2013, 2014

### Individuale
- Quarterback della settimana: 1

15ª del 2008
- Giocatore offensivo della settimana della NFC: 1

15ª del 2008

## Statistiche
Stagione regolare
| Anno  | Squadra           | P  | PT | Passaggi | Passaggi | Passaggi | Passaggi | Passaggi | Passaggi | Passaggi | Passaggi | Passaggi | Corse | Corse | Corse | Corse | Sack | Sack | Fumble | Fumble |
| Anno  | Squadra           | P  | PT | Ten      | Comp     | %        | Yard     | Y/Ten    | Media    | TD       | Int      | Rat      | Ten   | Yard  | Media | TD    | Sack | Y P  | Fum    | Persi  |
| ----- | ----------------- | -- | -- | -------- | -------- | -------- | -------- | -------- | -------- | -------- | -------- | -------- | ----- | ----- | ----- | ----- | ---- | ---- | ------ | ------ |
| 2006  | Minnesota Vikings | 4  | 2  | 81       | 47       | 58.1     | 475      | 5.86     | 118.8    | 2        | 4        | 62.5     | 15    | 77    | 5.1   | 1     | 8    | 37   | 4      | 1      |
| 2007  | Minnesota Vikings | 12 | 12 | 294      | 171      | 58.2     | 1911     | 6.50     | 159.3    | 9        | 12       | 70.8     | 54    | 260   | 4.8   | 3     | 19   | 70   | 5      | 3      |
| 2008  | Minnesota Vikings | 9  | 5  | 149      | 88       | 59.1     | 1056     | 7.1      | 117.3    | 9        | 2        | 95.4     | 26    | 145   | 5.6   | 0     | 14   | 97   | 5      | 3      |
| 2009  | Minnesota Vikings | 8  | 0  | 21       | 14       | 66.7     | 201      | 9.6      | 25.1     | 1        | 0        | 113.4    | 17    | -10   | -0.6  | 0     | 0    | 0    | 0      | 0      |
| 2010  | Minnesota Vikings | 2  | 1  | 58       | 34       | 58.6     | 341      | 5.9      | 113.7    | 3        | 4        | 63.9     | 7     | 63    | 9.0   | 0     | 6    | 43   | 1      | 0      |
| 2011  | Seattle Seahawks  | 16 | 15 | 450      | 271      | 60.2     | 3091     | 6.9      | 206.1    | 14       | 13       | 79.2     | 40    | 108   | 2.7   | 1     | 42   | 293  | 9      | 5      |
| 2012  | Buffalo Bills     | 0  | 0  | 0        | 0        | 0        | 0        | 0        | 0        | 0        | 0        | 0        | 0     | 0     | 0     | 0     | 0    | 0    | 0      | 0      |
| 2013  | Seattle Seahawks  | 3  | 0  | 13       | 10       | 76.9     | 151      | 11.6     | 50.3     | 1        | 0        | 140.2    | 4     | 1     | 0.3   | 1     | 0    | 0    | 0      | 0      |
| Total | Total             | 54 | 35 | 1066     | 635      | 59.6     | 7226     | 6.8      | 133.8    | 39       | 35       | 78.5     | 163   | 644   | 4.0   | 6     | 89   | 540  | 24     | 12     |